# 1750 у літературі
Стаття є списком літературних подій та публікацій у 1750 році.

## П'єси
- «Брехун» (італ. «Il bugiardo») — комедія Карло Ґольдоні.
- «Кав'ярня» (італ. «La Bottega di Caffe») — комедія Карло Ґольдоні.

## Народились
- 5 вересня — Роберт Фергюсон, шотландський поет (помер у 1774).
- 21 жовтня — Юрай Фандлі, словацький письменник-мораліст, вчений-ентомолог (помер у 1811).

## Померли
- 11 листопада — Апостоло Дзено, італійський поет (народився в 1668).